# Tridactyle muriculata
Tridactyle muriculata är en orkidéart som först beskrevs av Alfred Barton Rendle, och fick sitt nu gällande namn av Rudolf Schlechter. Tridactyle muriculata ingår i släktet Tridactyle och familjen orkidéer. Inga underarter finns listade i Catalogue of Life.